# プローチダ
プローチダ（イタリア語: Procida）は、イタリア共和国カンパニア州ナポリ県にある、人口約1万人の基礎自治体（コムーネ）。
ナポリ湾西方のプローチダ島とヴィヴァラ島からなる。

## 地理

### 位置・広がり
ナポリ湾西部に位置するフレグレエ諸島を構成する2つの島、プローチダ島とヴィヴァラ島からなる。
プローチダ島は面積3.7km2で、外周約は16kmである。

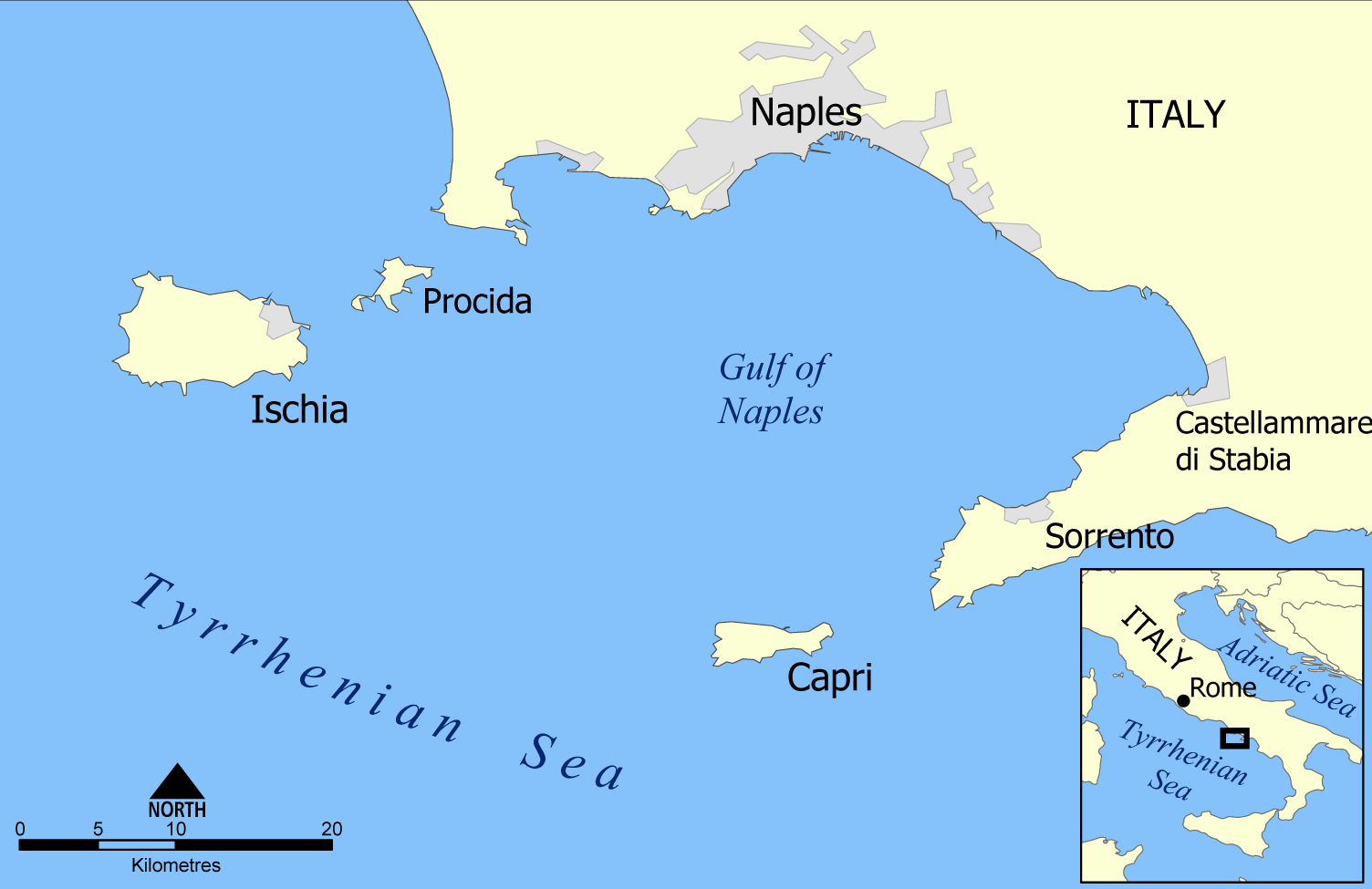
ナポリ湾の島々

- プローチダ
- プローチダ